# 小行星1778
小行星1778（1778 Alfvén）是一颗绕太阳运转的小行星，为主小行星带小行星。该小行星于1960年9月26日发现。
該小行星以瑞典天體物理學家漢尼斯·阿爾文命名。

## 轨道参数
小行星1778的轨道半长轴为3.1557881 UA，离心率为0.118。